# Мурза, Артур Артурович
Арту́р Арту́рович Мурза́ (укр. Артур Артурович Мурза; 13 июля 2000, Волноваха, Волновахский район, Донецкая область, Украина) — украинский и российский футболист, игрок клуба «Волга».

## Клубная карьера
Футбольную карьеру начинал в 2018 году в составе клуба «Мариуполь». 27 апреля 2018 года в матче против клуба «Шахтёр» Донецк дебютировал в украинской Премьер-лиге (0:1), выйдя на замену на 80-й минуте вместо Анатолия Диденко.
В сентябре 2019 года перешёл в украинский клуб «Волынь». 25 сентября 2019 года в матче против клуба «Минай» дебютировал в кубке Украины (0:1), выйдя на замену на 61-й минуте вместо Назария Богомаза.
В феврале 2020 года подписал контракт с клубом «Авангард».
В августе 2020 года стал игроком украинского клуба «Горняк-Спорт».
В апреле 2022 года на правах аренды перешёл в казахстанский клуб «Кызыл-Жар».

## Клубная статистика
| Игровая карьера | Игровая карьера | Игровая карьера | Лига | Лига | Кубок | Кубок | Межд. | Межд. | Др. | Др. |
| --------------- | --------------- | --------------- | ---- | ---- | ----- | ----- | ----- | ----- | --- | --- |
| 2017/18         | Мариуполь       | А               | 1    | 0    | —     | —     | —     | —     | —   | —   |
| 2019/20         | Волынь          | Б               | 1    | 0    | 1     | 0     | —     | —     | —   | —   |
| 2019/20         | Авангард        | Б               | 11   | 1    | —     | —     | —     | —     | —   | —   |
| 2020/21         | Горняк-Спорт    | Б               | 14   | 3    | 3     | 0     | —     | —     | —   | —   |
| 2020/21         | Оболонь         | Б               | 14   | 5    | —     | —     | —     | —     | —   | —   |
| 2021/22         | Оболонь         | Б               | 15   | 5    | 3     | 1     | —     | —     | —   | —   |
| 2021/22         | Металлист       | Б               | —    | —    | —     | —     | —     | —     | —   | —   |
| 2022            | Кызыл-Жар       | А               | 8    | 0    | —     | —     | —     | —     | —   | —   |